# Buzz ! Quiz TV
Buzz ! Quiz TV est un jeu vidéo de type party game développé par Relentless Software et édité par Sony Computer Entertainment Europe, sorti en 2008 sur PlayStation 3. Il fait partie de la série Buzz!.
Il est cité dans Les 1001 jeux vidéo auxquels il faut avoir joué dans sa vie.

## Accueil
- Jeuxvideo.com : 14/20[2]